# Hans Emil Oberländer

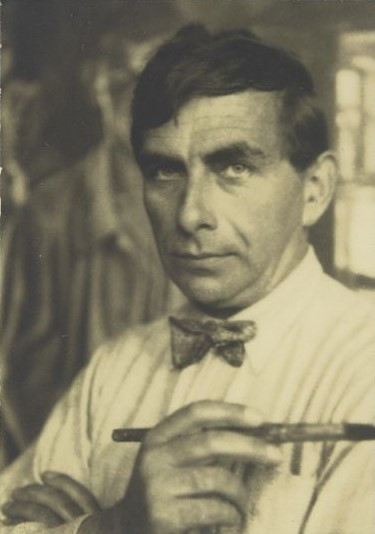
Fotoporträt 1928

Hans Emil Oberländer; Emil Wilhelm Johannes August Oberländer (* 10. April 1885 in Rostock; † 27. Dezember 1944 in Bad Warmbrunn, Provinz Niederschlesien) war ein deutscher Landschafts- und Porträtmaler und wichtiger Vertreter der Neuen Sachlichkeit in den Künstlerkolonien Ahrenshoop und Schreiberhau.

## Leben
Der Sohn eines Arbeiters erlernte von 1899 bis 1903 in Rostock den Beruf des Dekorationsmalers. Stipendien der Stadt Rostock, des Mecklenburger Großherzogs wie auch die Förderung durch den Rostocker Maler Thuro Balzer ermöglichten ihm zusätzlich eine Ausbildung an der Rostocker Kunstgewerbeschule. Danach besuchte er von 1907 bis 1909 in Berlin die Unterrichtsanstalt des Kunstgewerbemuseums und die Königliche Akademie der Künste. Von 1909 bis 1914 studierte er an der Königlichen Kunst- und Kunstgewerbeschule in Breslau unter Hans Rossmann, Hans Poelzig und Carl Ernst Morgenstern. Studienreisen führten ihn ins Riesengebirge. Von 1914 bis 1918 leistete er Kriegsdienst als Sanitäter. Aus dem Krieg zurückgekehrt, heiratete Hans Oberländer 1919 in Breslau die Malerin Martha Hagedorn (1882–1943).

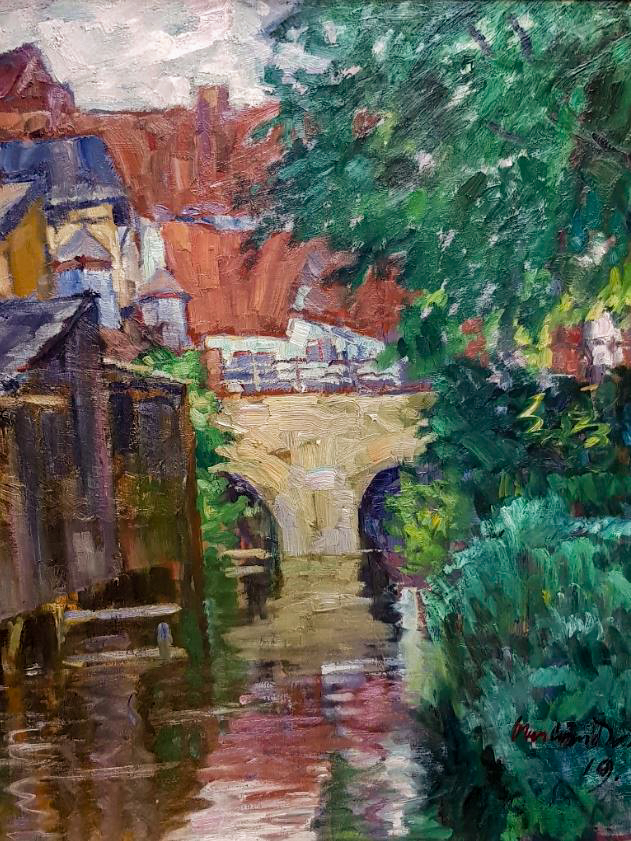
Schlesisches Dorf (1919)
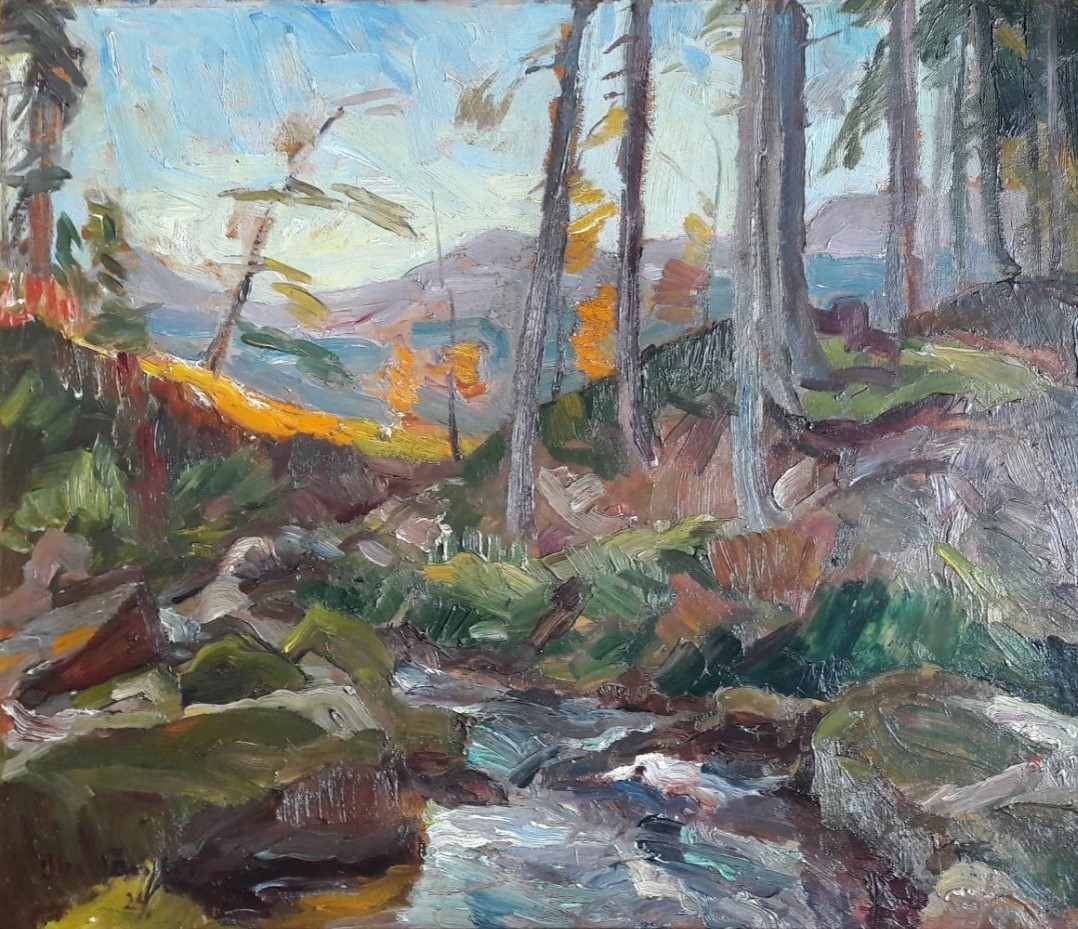
Herbst a. d. Kochel  (1924)
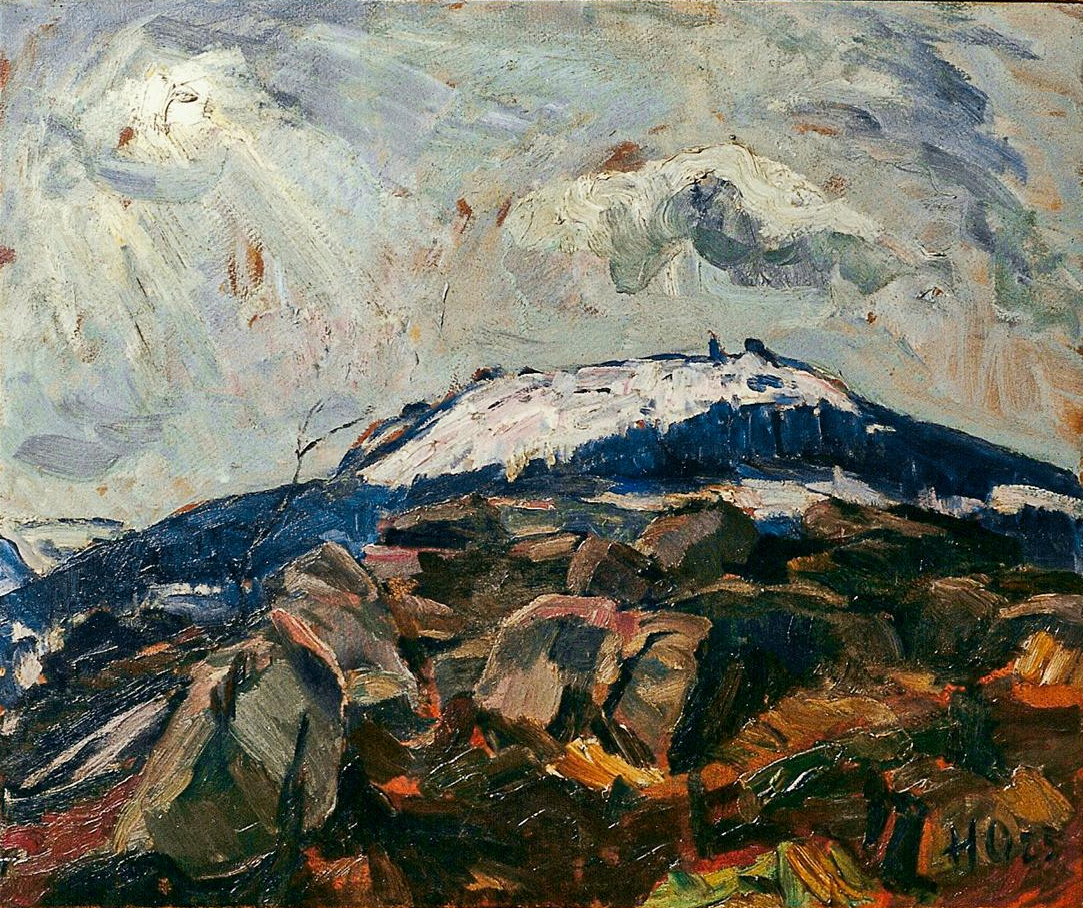
Reifträger bei Schreiberhau (1925)
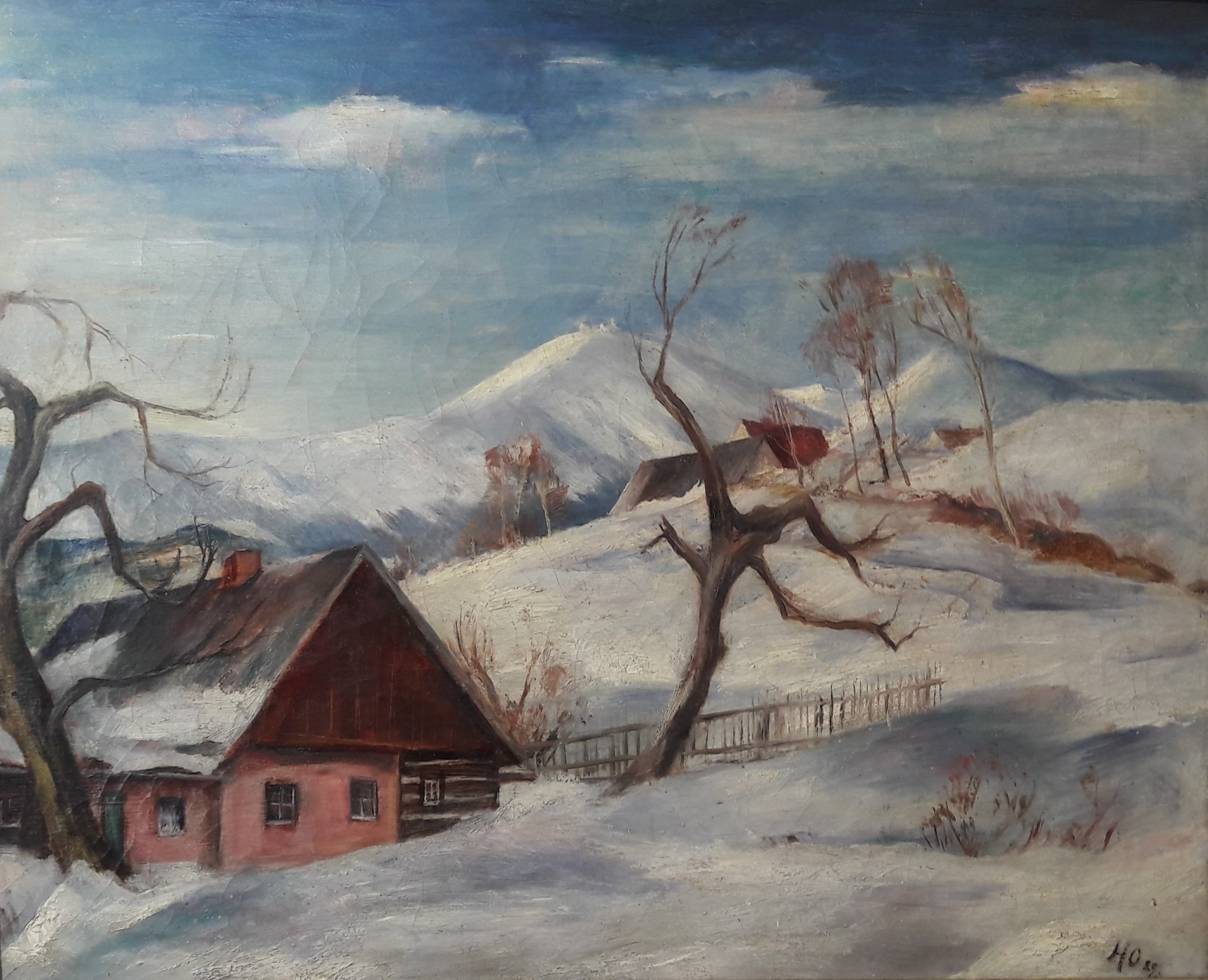
Schneekoppe im Winter (1929), Hauptmann-Haus Szklarska Poręba
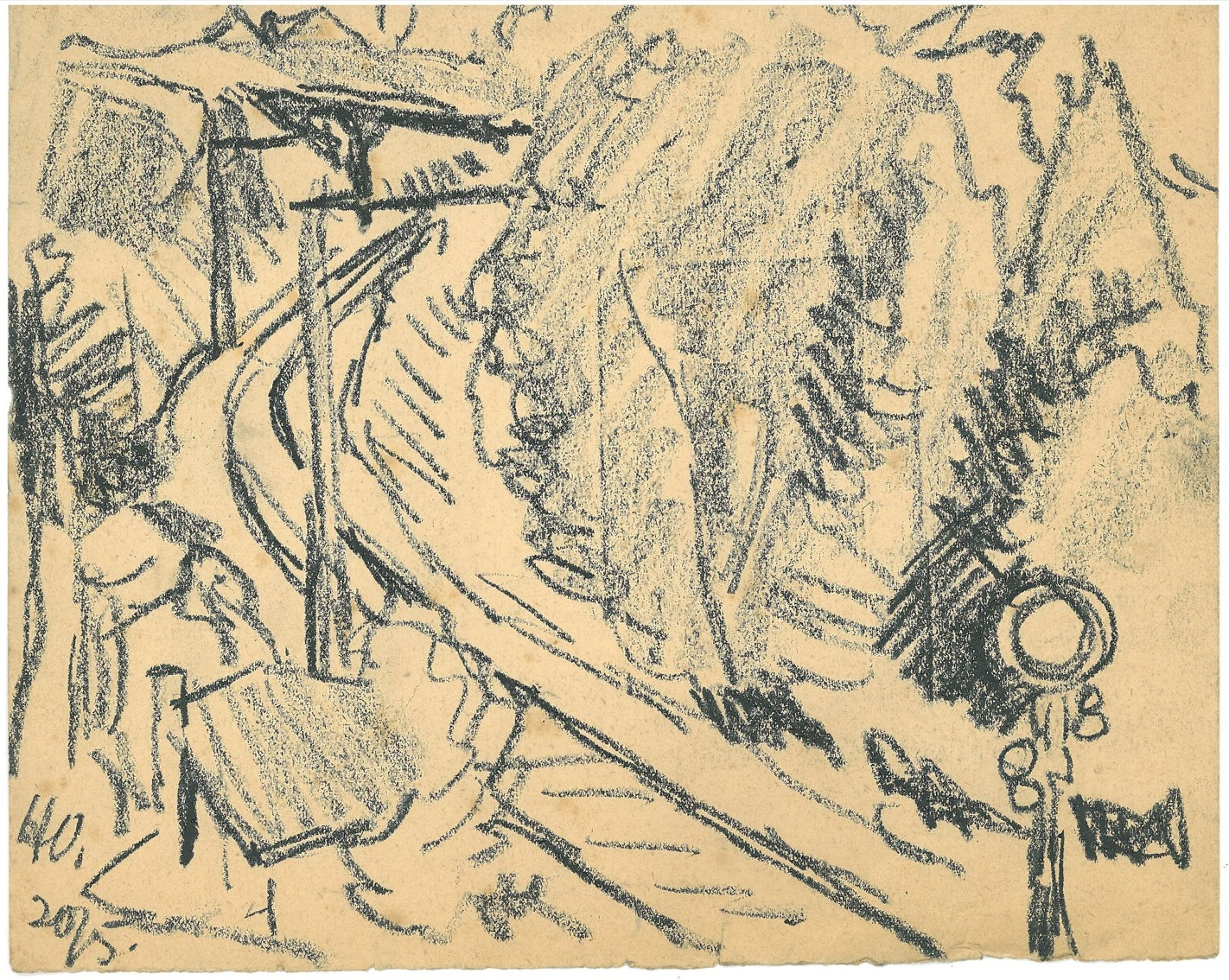
Zackenbahn bei Nieder-Schreiberhau (1925)

Hans Emil Oberländer war sowohl Mitbegründer der „Vereinigung Rostocker Künstler“ (1919) als auch der „Vereinigung bildender Künstler St. Lukas“ in Schreiberhau (1922). Zudem war er Mitglied im Deutschen Künstlerbund. 
Oberländer war in gleichem Maße sowohl dem Riesengebirge als auch Rostock und der Ostseeküste verbunden. Ab den 1920er Jahren pendelte er zwischen seinen Lebensmittelpunkten.

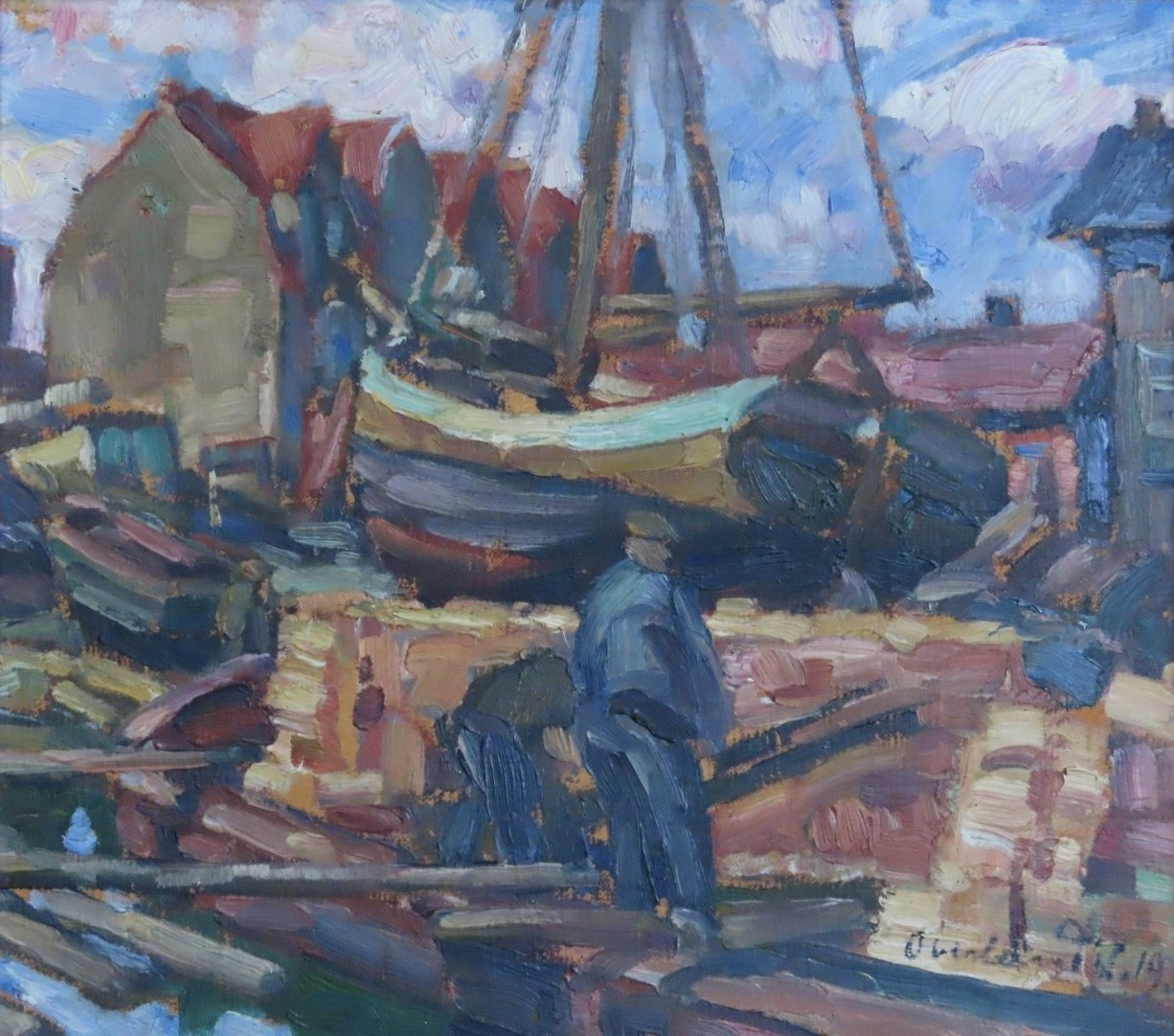
Schiffswerft Rostock (1919)
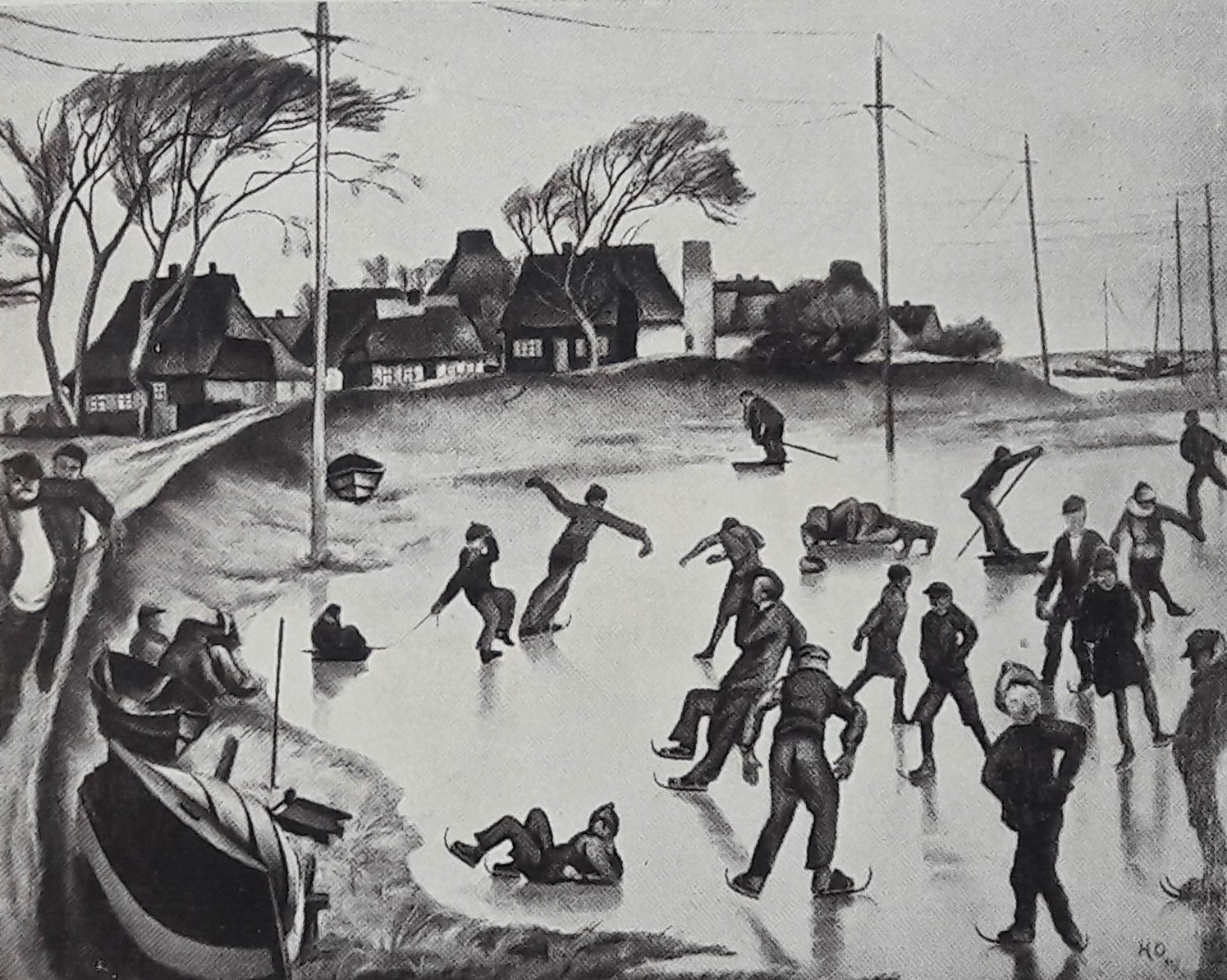
Schlittschuhläufer (1927), verschollen
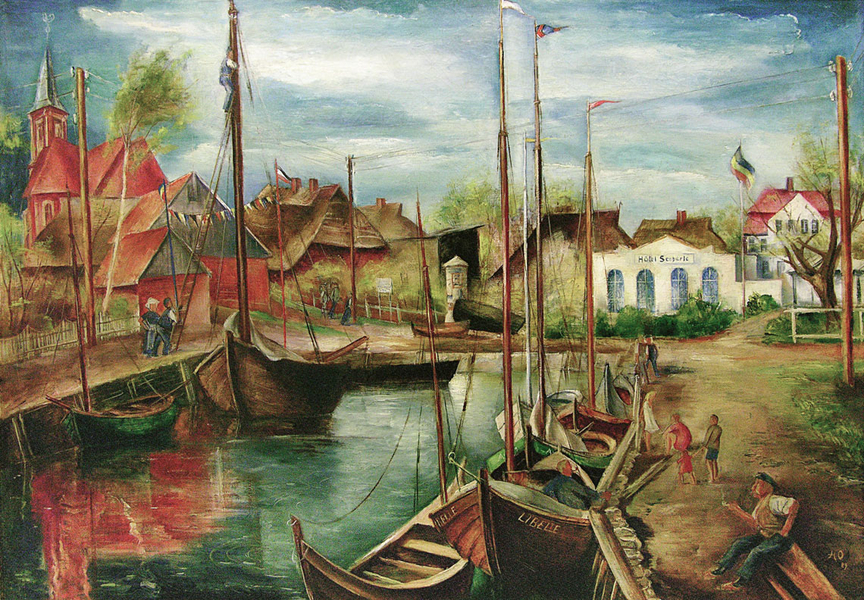
Hafen von Wustrow (1929), Kulturhistorisches Museum Rostock
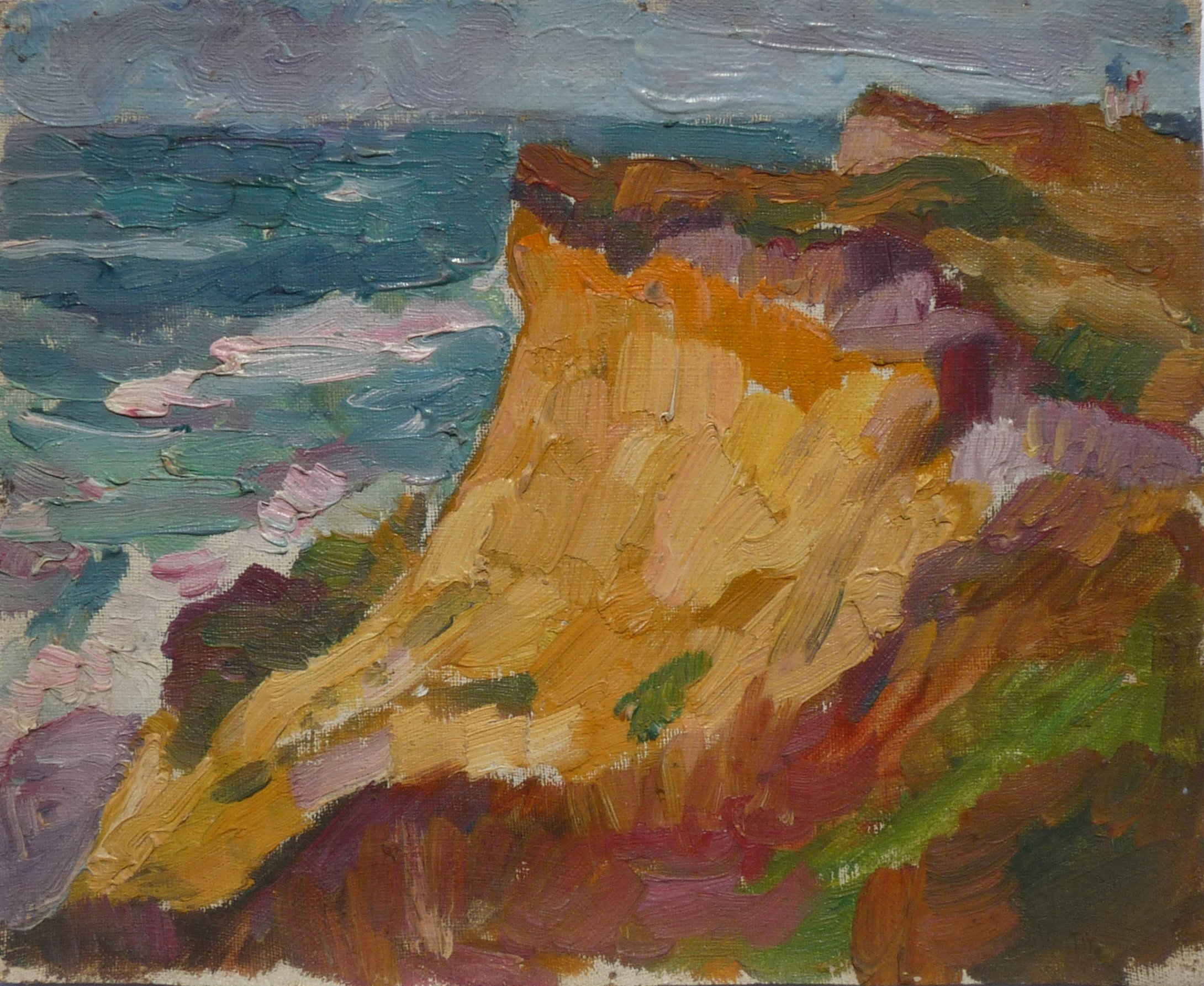
Steilküste bei Ahrenshoop
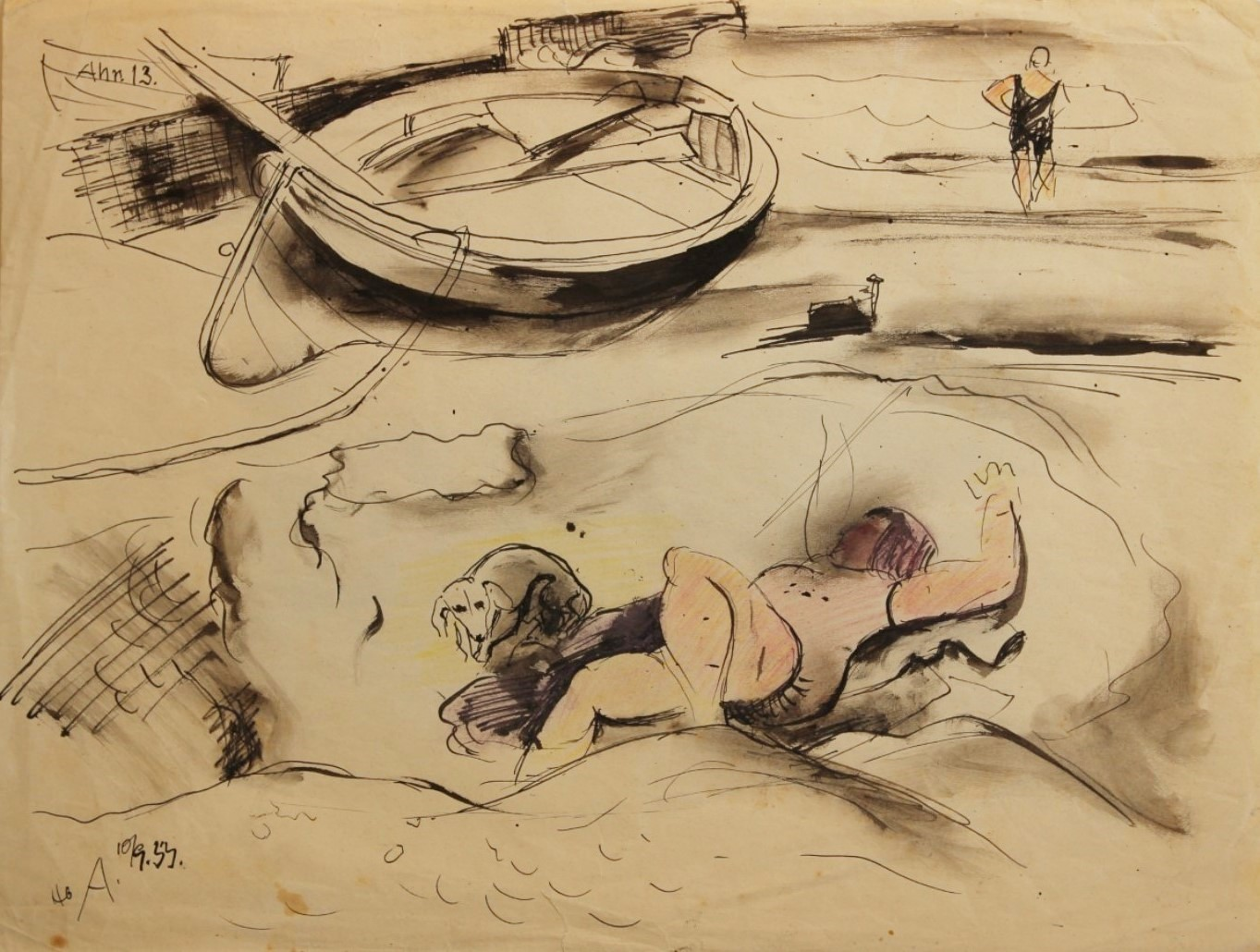
Am Strand von Ahrenshoop (1933), Kunstmuseum Ahrenshoop

Auch in Berlin war Hans Emil Oberländer präsent. 
Nach einer expressionistischen Phase ging er ab 1926 zu einer Malerei im Stil der Neuen Sachlichkeit über. Seine Bilder bestechen durch genaue, auf Details fixierte Zeichnung und eine souverän angewandte altmeisterliche Lasurtechnik. 1929 erhielt er den Albrecht-Dürer-Preis der Stadt Nürnberg. 
In den Jahren 1932/33 arbeitete er als Stipendiat in der Villa Massimo in Rom. Hans Oberländer malte signifikante Bildnisse von Persönlichkeiten der Gesellschaft seines Wirkungsbereiches.

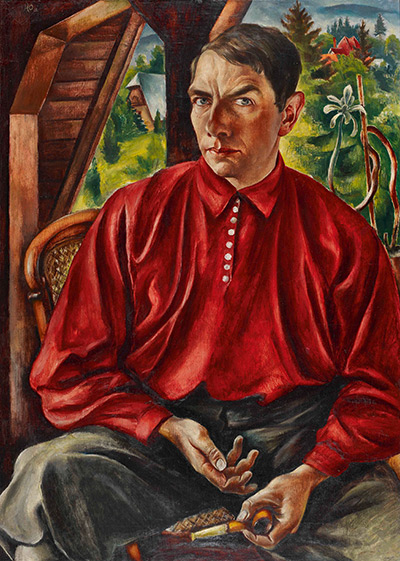
Selbstbildnis mit Pfeife (Riesengebirge 1928), Kulturhistorisches Museum Rostock
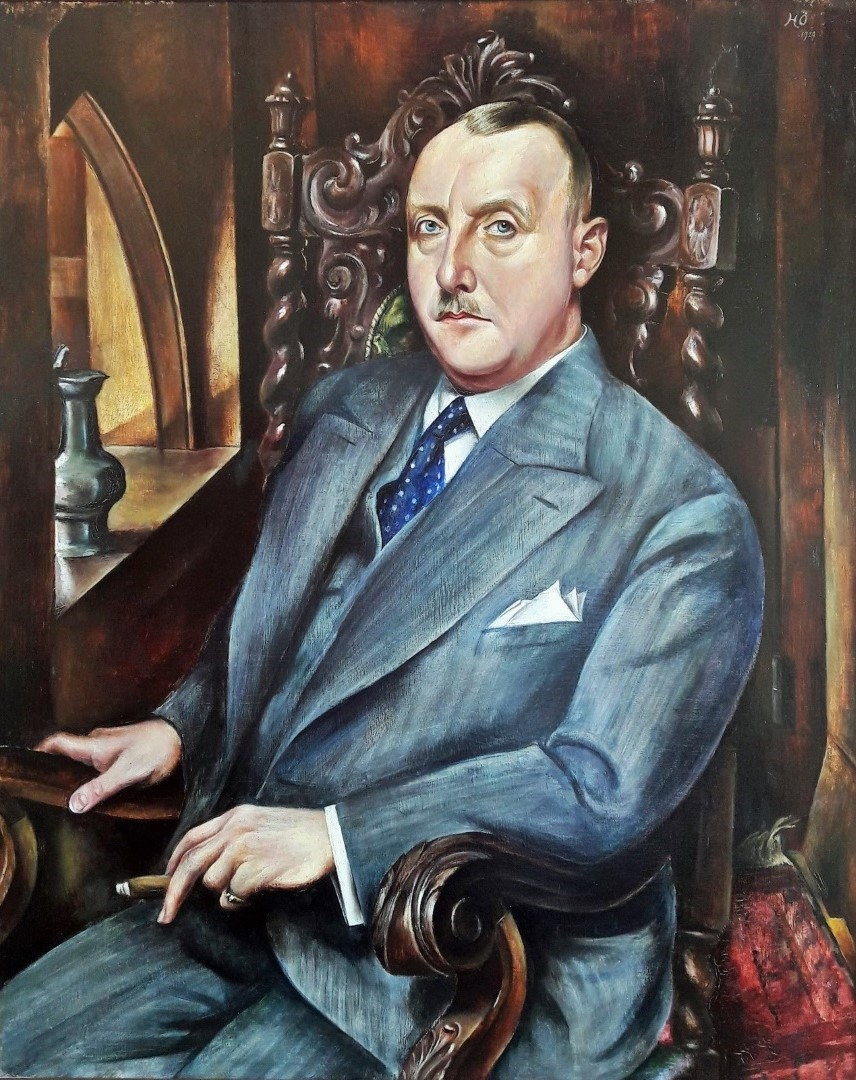
Senator Gustav A. Fuhrmann (Rostock 1929)
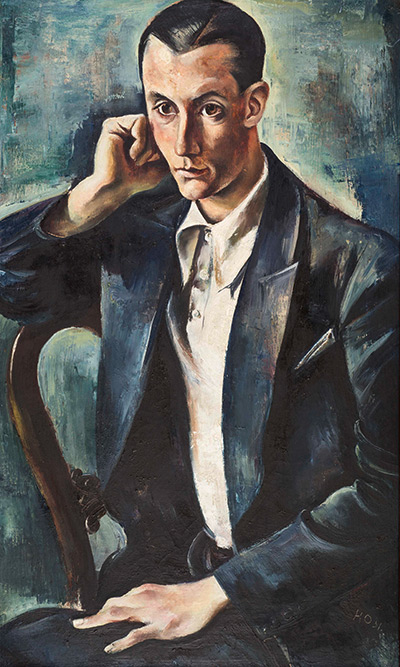
Bildnis eines jungen Mannes (1931), Kunsthalle Rostock
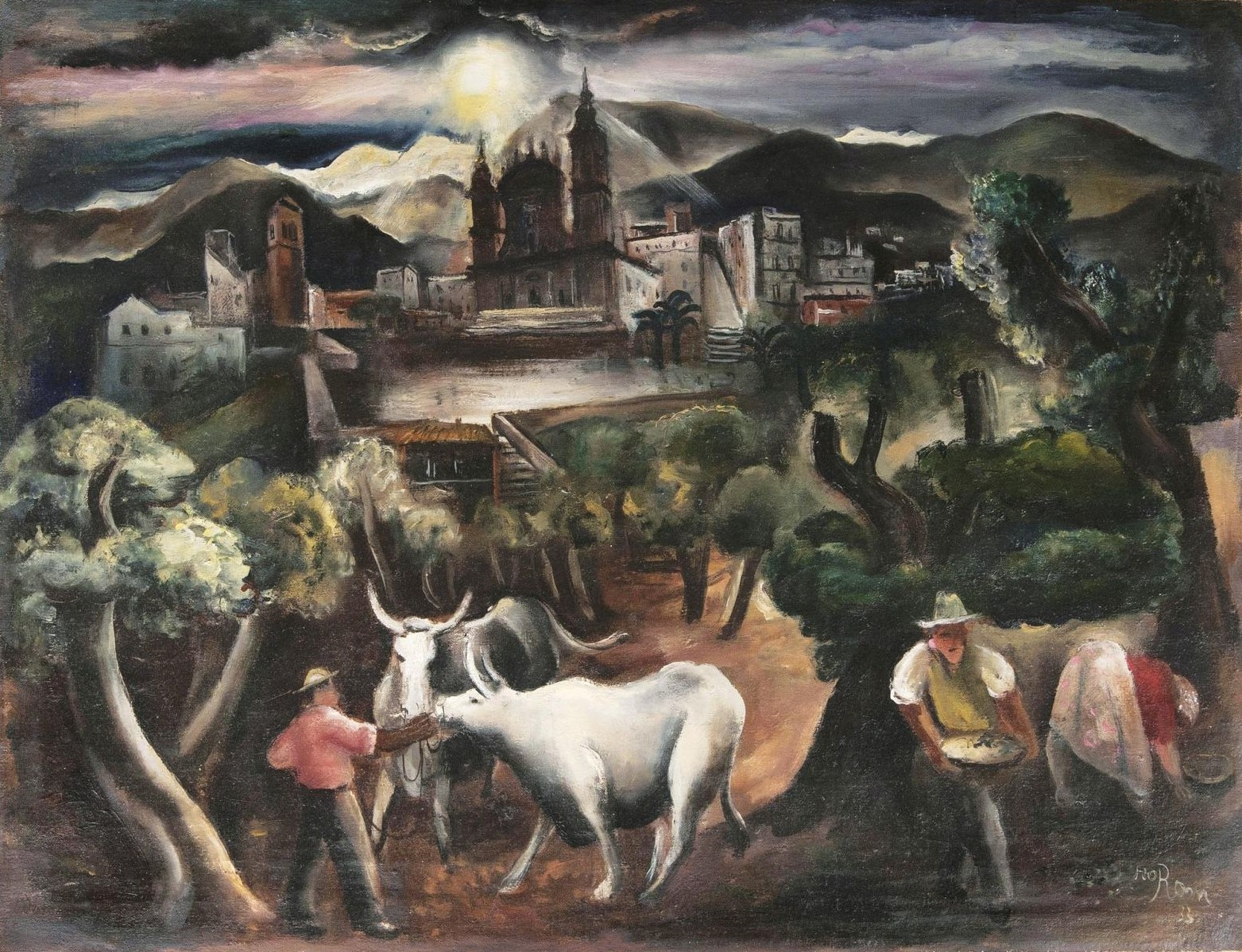
Rinder in der Campagna (Rom 1933)
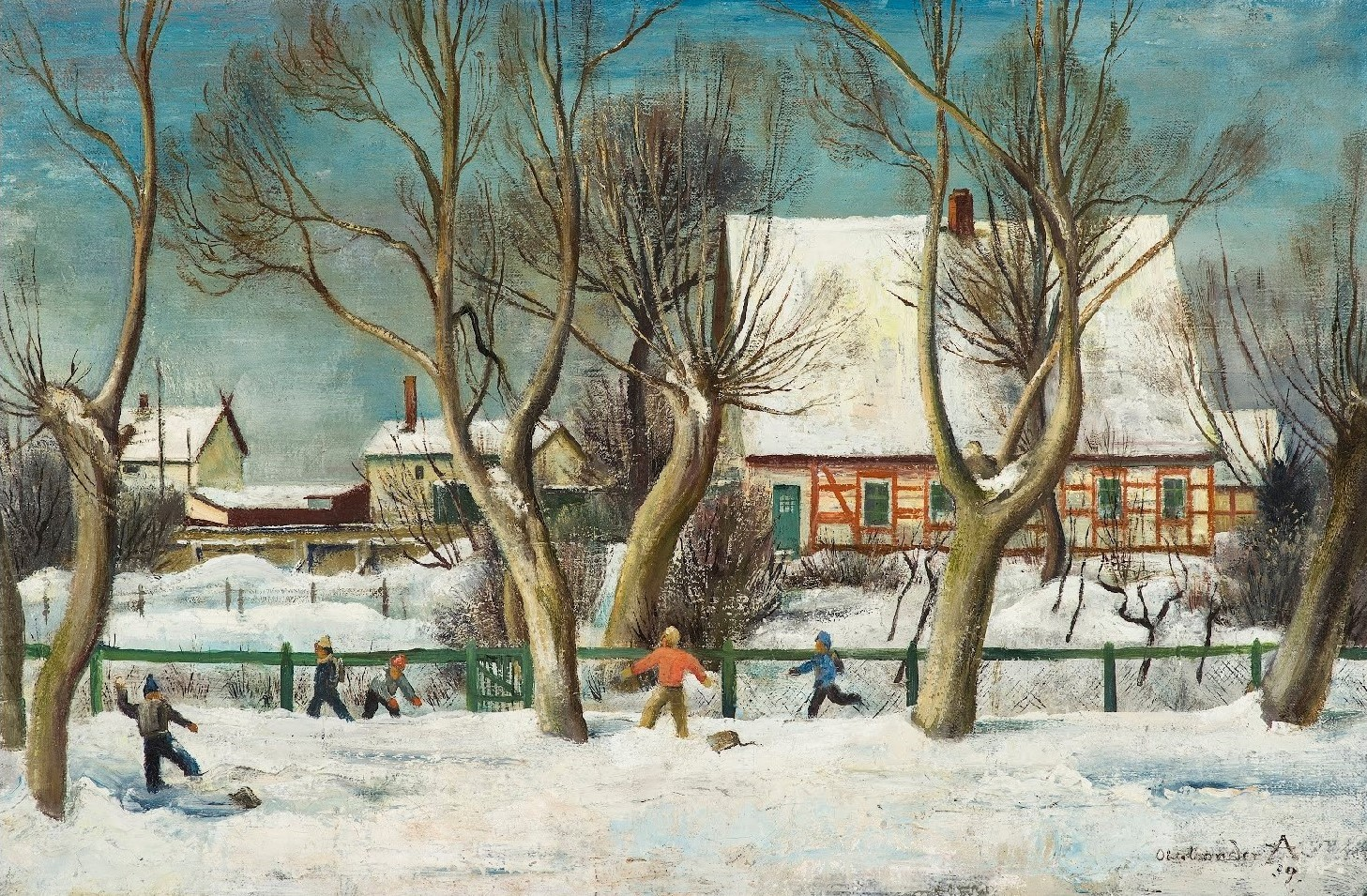
Dorfstraße Ahrenshoop (Das Schulhaus) (1939), Kunstmuseum Ahrenshoop

Als die Malerin Kate Diehn-Bitt während der Zeit des Nationalsozialismus diskriminiert wurde, half Oberländer ihr mit Farben aus. 1937 wurden nachweislich aus dem Staatlichen Museum Schwerin sein Ölgemälde „Bildnis Robert Beltz“ und aus dem Städtischen Museum Rostock das Ölgemälde „Im Riesengebirge“ (1920) als „Entartete Kunst“ beschlagnahmt und Letzteres zerstört. Es liegen keine Informationen vor, weshalb diese Bilder als „entartet“ galten.

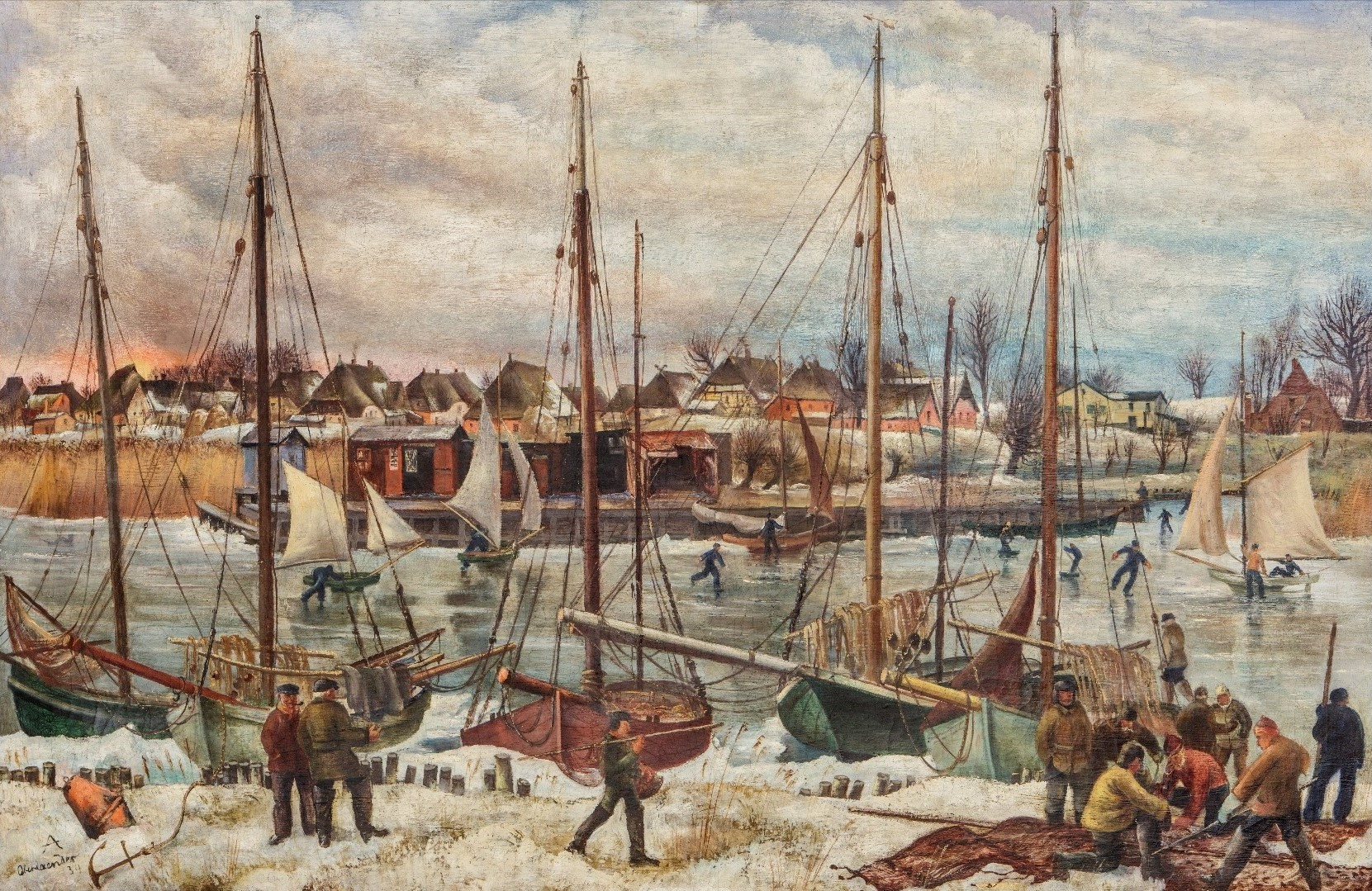
Winterhafen a. d. Fischland (1939), Kunstmuseum Ahrenshoop

1940 übersiedelte er erneut nach Schreiberhau. Nach dem Tod seiner Frau Martha Hagedorn (1943) heiratete er 1944 in Ahrenshoop in zweiter Ehe Doris Seeberg. 1944 wurde er erneut zum Kriegsdienst eingezogen, erkrankte schwer an Gelbsucht und starb am 27. Dezember 1944 in einem Lazarett in Bad Warmbrunn. Beerdigt wurde er auf dem evangelischen Friedhof in Niederschreiberhau.

„Selten ist es ihm um eine reine Landschaftsdarstellung zu tun; sein Thema ist immer der Mensch in der Landschaft, ein Problem, das er gerade bei seinen auf dem Fischland entstandenen Bildern auf die verschiedenste Art und Weise angepackt hat. […] Seine künstlerische Handschrift ist unverkennbar und seine Darstellungen erinnern in ihrer Volkstümlichkeit an die holländischen Maler des 17. Jahrhunderts, die Szenen aus dem Bauernleben schufen.“

## Werke / Ausstellungen (Auswahl)
Bilder von Hans Emil Oberländer befinden sich in der Nationalgalerie Berlin, im Museum in Breslau, im Carl- und Gerhart Hauptmann Haus in Schreiberhau, in der Städtischen Galerie Nürnberg, im Staatlichen Museum Schwerin, im Kulturhistorischen Museum Rostock sowie im Kunstmuseum Ahrenshoop.
- Am Strom in Warnemünde, (um 1920)
- Hafen in Rostock, (1921)
- Bildnis des Lehrers Carl Ernst Morgenstern, (1925)
- Fischländerin, (1926)
- Die Schwester Gerhart Hauptmanns, (1928)
- Fischerdorf Wustrow, (1928)
- Selbstporträt mit Pfeife, (1928)
- Robert Beltz, (1931)
- Ahrenshooper Mühle, (1939)
- Ahrenshooper Winter, (1939)
- Pfingstmarkt, (1939)
- Die Schneekoppe im Winter, (1929)
- Petrikirche in Rostock, (1940)
- Frühlingsabend, (1941)
- Zerstörtes Rostock, (1942)

Ausstellungen
- 1928: Deutsche Kunstausstellung in Hannover.
- 1929: Akademie der Künste in Berlin.
- 1935: Rostocker Museum (zum 50. Geburtstag).
- 1938: Ausstellung mecklenburgischer Künstler in Schwerin (Stilleben mit Beethovenmaske; Fischer von Althagen; Hafen auf Fischland; Alte Werft; Gebirgslandschaft)
- 1939: Ausstellung zeitgenössischer Künstler in Schwerin: Schlachtfest auf Fischland.[7]
- 1978/79: „Ahrenshoop, Darß und Fischland“ im Altonaer Museum in Hamburg
- 1988/89: „Malerei aus den Künstlerkolonien Ahrenshoop und Schwaan“ im Kulturhistorischen Museum Rostock
- 2003: „Doris und Hans Oberländer, ein Künstlerpaar in Ahrenshoop“ 9. Sommerausstellung im „Dünenhaus am Schifferberg“ in Ahrenshoop
- 2024: „Szklarska Poręba. Die Künstlerkolonie Schreiberhau im Riesengebirge.“ im Kunstmuseum Schwaan